# Libocedrus austrocaledonica
Libocedrus austrocaledonica  — вид хвойних рослин родини кипарисових.

## Поширення, екологія
Країни проживання: Нова Каледонія. Цей вид зустрічається в кількох невеликих групах при висоті 700 до 1300 м. В основному знаходять у підліску щільних вологих тропічних лісів на ультраосновних субстратах.

## Морфологія
Це вічнозелений хвойний кущ (рідко невелике дерево) росте на 2–6 м, часто багатостовбурне. Кора червонувато-коричнева, груба, лущиться на тонкі, волокнисті смуги. Листя лускоподібне, лицьові листки 1–2 мм завдовжки і 1 мм завширшки, а бічні листки помітно більші, 3–7 мм завдовжки і 1,5–3 мм завширшки. Насіннєві шишки циліндричні, довжиною 10–12 мм. Вони зріють від шести до восьми місяців після запилення. Пилкові шишки завдовжки 5–8 мм. Насіння має 2 крила 6–8 мм завдовжки і 2,5–3 мм шириною.

## Використання
Вид не культивується крім кількох рослин в ботанічних садах.

## Загрози та охорона
На горі Paéoua гірничі роботи і пожежі загрожують населенню. Він також може бути сприйнятливим до наслідків зміни клімату, таких як зміни в характері опадів. Субпопуляції відомі у фр. Rivière Bleue Provincial Park і фр. Montagne des Sources Nature Reserve. Північна субпопуляція потребує термінового захисту.